# Angerona fuscapicata
Angerona fuscapicata là một loài bướm đêm trong họ Geometridae.